# 木村操 (政治家)
木村 操（きむら みさお、1927年8月2日 - 2007年9月6日）は、日本の政治家。谷田部町長やつくば市長などを務めた。

## 経歴
茨城県出身。茨城県谷田部農学校（のち茨城県立谷田部高等学校、現・茨城県立つくば工科高等学校）卒業。1968年、谷田部町議に初当選。前町長が収賄容疑で起訴され辞任した1986年9月の町長選で初当選し就任した。筑波町、桜村、大穂町、豊里町、茎崎町との合併による旗振り役を務めた。1987年11月30日、谷田部、大穂、豊里、桜の3町1村によりつくば市が誕生、1988年には筑波町もつくば市に編入された。合併後はつくば市助役を務め、1991年12月22日につくば市長に初当選し1992年1月就任した。当初守谷町までの計画だったつくばエクスプレス（常磐新線）の筑波研究学園都市への延伸を実現するために用地買収などに取り組んだ。1995年の市長選で再選を果たしたが買収容疑で逮捕され、東京高等裁判所による執行猶予付き有罪判決を受けて、1996年に辞職した。
2007年9月6日、つくば市神郡の介護老人保健施設「豊浦」の西側敷地内で死亡した。つくば北警察署によるとベランダから誤って転落したものと見られている。
息子の木村倉ノ助もつくば市議会議員となり、2008年の市長選挙では現職の市原健一の対抗馬として出馬した対立候補の出陣式で「（父親が市長だった時代から続く）土建政治と決別するべき」と語った。

## 関連書籍
（以下2点、つくば市立中央図書館の所蔵検索にて所蔵を確認）
- 木村操著、出版記念編集委員会編『”つくば”からのメッセージ：政治生活二十五周年』KS企画、1994年。
- 『つくば報道１９５４～１９９９　筑波研究学園都市 概成２０周年記念』（常陽新聞社）2000.7[9]